# Styringomyia phallosomica
Styringomyia phallosomica là một loài ruồi trong họ Limoniidae. Chúng phân bố ở miền Australasia.